# Azteca lattkei
Azteca lattkei är en myrart som beskrevs av John T. Longino 1991. Azteca lattkei ingår i släktet Azteca och familjen myror. Inga underarter finns listade.